# Андреевка (Акмолинская область)
Андре́евка (каз. Андреевка) — село в Шортандинском районе Акмолинской области Казахстана. Административный центр Андреевского сельского округа. Код КАТО — 116833100.

## География
Село расположено на берегу реки Колутон, в западной части района, на расстоянии примерно 40 километров (по прямой) к западу от административного центра района — посёлка Шортанды.
Абсолютная высота — 315 метров над уровнем моря.
Климат холодно-умеренный, с хорошей влажностью. Среднегодовая температура воздуха положительная и составляет около +4,0°С. Среднемесячная температура воздуха в июле достигает +20,2°С. Среднемесячная температура января составляет около -14,6°С. Среднегодовое количество осадков составляет около 425 мм. Основная часть осадков выпадает в период с июня по август.
Ближайшие населённые пункты: село Октябрьское — на северо-западе, село Петровка — на юго-востоке. 
Близ села проходит автодорога областного значения — КС-4 «Жолымбет — Шортанды — Пригородное».

## История
Поселение образовалось в 1936 году, как 19-я точка Карлага для депортированных с Украины поляков и, позднее, немцев с Поволжья.
19 сентября 1936 года первые переселенцы из Староконстантиновского и Полонского районов Хмельницкой области въехали в село.
С 23 сентября начали пребывать ссыльные из Изяславского, Городокского и Волочисского районов.
В октябре 1936 поселение стало колхозом имени Тельмана.
Депортированные часто называли новые поселения в честь своих родных мест. Название «Андреевка» возникло по имени села в Городокском районе Хмельницкой области, откуда за короткий срок переселилось 93 семьи.
На 1 января 1937 года население села составляло уже 1 491 человек.
Фактически село создано постановлением Совета Министров Казахской ССР на основе колхозов им. Ленина и им. Тельмана.
Весной 1937 в колхозе начались первые посевные работы. В 1937 в селе функционировала одна начальная школа на 149 детей.
В 1941 было организовано МТС.
На фронт Великой Отечественной войны ушло 83 человека.
В 1954 году начали прибывать целинники.

## Население
В 1989 году население села составляло 1167 человек (из них немцы — 28%, поляки — 28%, русские — 21%).

В 1999 году население села составляло 1119 человек (570 мужчин и 549 женщин). По данным переписи 2009 года в селе проживало 815 человек (400 мужчин и 415 женщин).
| Численность населения | Численность населения | Численность населения | Численность населения |
| 1989                  | 1999                  | 2009                  | 2021                  |
| --------------------- | --------------------- | --------------------- | --------------------- |
| 1167                  | ↘1119                 | ↘815                  | ↘722                  |

## Известные уроженцы
В селе родился Людвик Камилевский.

## Инфраструктура
В селе функционируют:
- 8 магазинов,
- кафе-бар (на 350 мест),
- общественная баня
- средняя школа
- мини-центр
- врачебная амбулатория
- дом культуры
- хоккейный корт
- стадион

## Улицы[9]
- ул. Ак-Жайык
- ул. Александра Пушкина
- ул. Ауэзова
- ул. Достык
- ул. Желтоксан
- ул. Кунаева
- ул. Маметовой
- ул. Мира
- ул. Молодежная
- ул. Первомайская
- ул. Степная
- ул. Уалиханова